# Elton Grami
Elton Grami (Tirana, 6 giugno 1984) è un ex calciatore albanese, di ruolo difensore.